# 4-3-3

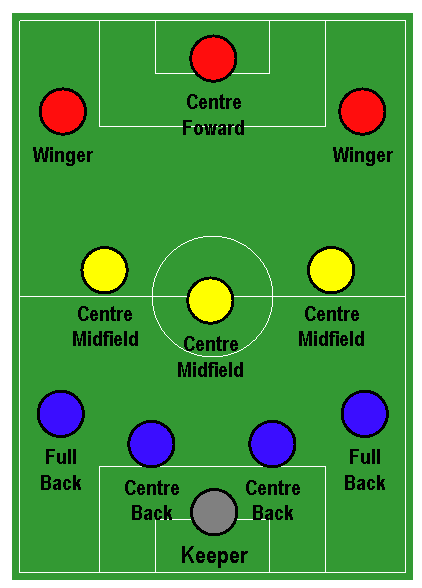
Schemat ustawienia 4-3-3 z podpisami w języku angielskim; kolorem czerwonym zaznaczeni są napastnicy, kolor żółty oznacza pomocników, na niebiesko występują tutaj obrońcy, a bramkarz zaznaczony jest kolorem szarym.

4-3-3 – jedno z ofensywnych ustawień taktycznych w piłce nożnej.
Ta taktyka związana jest z futbolem totalnym, jak nazwano system gry opracowany w Holandii i Ajaxie Amsterdam na przełomie lat 60. i 70. XX w. m.in. przez trenera Rinusa Michelsa. Zakładał on dużą wymienność pozycji oraz dobre przygotowanie kondycyjne i grę na pułapki ofsajdowe. Ustawienie 4-3-3 w tej taktyce trzeba uznać za umowne, bowiem istotą gry według tego schematu był tak naprawdę jego brak.
Poza bramkarzem w tym ustawieniu występują także obrońcy (czterech w linii), trzech środkowych pomocników oraz trzech napastników. W linii pomocy zazwyczaj jeden zawodnik (określany mianem defensywnego pomocnika) jest odpowiedzialny za rozbijanie ataków przeciwnika. Pozostali dwaj kreują ofensywną grę zespołu. W linii ataku charakterystyczna dla tego ustawienia jest gra jednym zawodnikiem w środku oraz dwoma na skrzydłach. Środkowy napastnik jest odpowiedzialny za wykańczanie akcji zespołu, natomiast boczni napastnicy przede wszystkim za kreowanie akcji w bocznych sektorach boiska i dośrodkowania.